# Tank, Light, Mk III
Tank, Light, Mk III – brytyjski czołg lekki skonstruowany w okresie międzywojennym.

## Historia
W 1929 roku w zakładach Carden-Loyd skonstruowano czołg Tank, Light, Mk I będący wyposażoną w wieżę wersją rozwojową tankietki Vickers Carden Loyd Mark VI. Zbudowano tylko pięć takich czołgów, a następnie z powodu braku nabywców produkcję wstrzymano. Pomimo tego niepowodzenia kontynuowano rozwój tej konstrukcji. Czołg wyposażono w nową, większą wieżę i mocniejszy silnik. Na zamówienie armii brytyjskiej w zakładach Vickers Armstrong Ltd. zbudowano 62 czołgów oznaczonych jako Tank, Light, Mk II. W 1934 roku w Royal Ordance Factory rozpoczęto produkcję zbliżonego konstrukcyjnie czołgu Tank, Light, Mk III. Miał on wieżę No 1 Mk II taką samą jak czołgi Mk II w wersjach A i B i nowy powiększony kadłub o pogrubionym opancerzeniu. Zmodyfikowano także podwozie zastępując poziome resory śrubowe, resorami ukośnymi.
W chwili wybuchu II wojny światowej czołgi Mk III były używane głównie do szkolenia. W 1941 roku zostały w Somalii i Abisynii użyte bojowo czołgi Mk II i Mk III armii południowoafrykańskiej.

## Opis
Tank, Light, Mk III miał budowę klasyczną. W tylnej części kadłuba znajdował się sześciocylindrowy, rzędowy, chłodzony cieczą silnik gaźnikowy Rolls-Royce o mocy 49 kW. Silnik napędzał umieszczone z przodu kadłuba koła napędowe. Z każdej strony znajdowały się cztery koła jezdne zblokowane w dwa wózki, amortyzowane ukośnymi sprężynami srubowymi. Koło napinające znajdowało się z tyłu. Każda gąsienica o szerokości 240 mm była podtrzymawana przez dwie rolki. Uzbrojeniem był karabin maszynowy Vickers kalibru 7,7 mm.